# Бребу Ноу (Караш-Северин)
Бребу Ноу (рум. Brebu Nou) насеље је у Румунији у округу Караш-Северин у општини Бребу Ноу. Oпштина се налази на надморској висини од 897 m.

## Историја
По "Румунској енциклопедији" насеље "Веиндентал" је основано 1828. године колонизовањем Немаца из Бохемије. 

## Становништво
Према подацима из 2002. године у насељу је живело 87 становника.

### Попис2002.
| Расподела становништва по националности 2002.‍ | Расподела становништва по националности 2002.‍ | Расподела становништва по националности 2002.‍ | Расподела становништва по националности 2002.‍ | Расподела становништва по националности 2002.‍ |
| --------------------------------------------- | --------------------------------------------- | --------------------------------------------- | --------------------------------------------- | --------------------------------------------- |
|                                               |                                               |                                               |                                               |                                               |
| Румуни                                        | Румуни                                        |                                               | 44                                            | 53,0%                                         |
| Мађари                                        | Мађари                                        |                                               | 5                                             | 6,0%                                          |
| Немци                                         | Немци                                         |                                               | 34                                            | 41,0%                                         |

### Хронологија
| Година       | 1992 | 1993 | 1994 | 1995 | 1996 | 1997 | 1998 | 1999 | 2000 | 2001 | 2002 | 2003 | 2004 | 2005 | 2006 | 2007 | 2008 | 2009 | 2010 | 2011 | 2012 | 2013 | 2014 | 2015 | 2016 | 2017 |
| ------------ | ---- | ---- | ---- | ---- | ---- | ---- | ---- | ---- | ---- | ---- | ---- | ---- | ---- | ---- | ---- | ---- | ---- | ---- | ---- | ---- | ---- | ---- | ---- | ---- | ---- | ---- |
| Становништво | 272  | 247  | 241  | 240  | 242  | 236  | 238  | 236  | 230  | 229  | 227  | 224  | 271  | 256  | 265  | 259  | 285  | 271  | 268  | 277  | 337  | 304  | 298  | 292  | 305  | 297  |